# Thomas Bärsch (Journalist, 1963)
Thomas Bärsch (* 8. Dezember 1963 in Zittau) ist ein deutscher Journalist und Kolumnist. Er ist stellvertretender Chefredakteur der Thüringer Allgemeinen. Zwischenzeitlich leitete er die Redaktion kommissarisch. Zuvor war er als Russland-Korrespondent für die Sächsische Zeitung und die Berliner Zeitung tätig und arbeitete als geschäftsführender Redakteur der Sächsischen Zeitung.

## Beruflicher Werdegang
Er studierte von 1984 bis 1990 am Moskauer Staatlichen Institut für Internationale Beziehungen und schloss sein Studium mit einem Diplom der Staatswissenschaften ab. Anschließend war er als Redakteur und Lokalchef in verschiedenen Redaktionen der Sächsischen Zeitung tätig und ging 1996 für diese Zeitung und die Berliner Zeitung als Korrespondent nach Moskau. 1998 wurde er Ressortleiter für Nachrichten bei der Sächsischen Zeitung in Dresden und 2000 Chef vom Dienst. Ab 2001 war er Geschäftsführender Redakteur.
Zwischen 2010 und 2014 war er freiberuflich als Berater, Dozent und Publizist tätig. Er unterrichtete unter anderem am Institut für Kommunikationswissenschaft der Technischen Universität Dresden und an der Hochschule Mittweida.
In dieser Zeit widmete sich Bärsch der Leserforschung. Er gehörte zum Entwicklerteam des Forschungsprojekts "Lesewert" und betreute die an den Messungen teilnehmenden Redaktionen und Leser.
Im Frühjahr 2014 berief ihn der damalige Chefredakteur der Thüringer Allgemeinen, Paul-Josef Raue, nach Erfurt, wo er seitdem als stellvertretender Chefredakteur tätig ist. Nach Raues Übergang in den Ruhestand führte er von Oktober 2015 bis Mai 2016 die Chefredaktion der Zeitung. Als Nachfolger von Raue kam im Mai 2016 Johannes M. Fischer, bis dahin Chefredakteur der Lausitzer Rundschau, zur Thüringer Allgemeinen. Am 22. August 2018 gab die Funke Mediengruppe bekannt, dass Jan Hollitzer ab dem 1. November 2018 neuer Chefredakteur der Thüringer Allgemeinen wird. In der Zeit bis zum Amtsantritt Hollitzers steht Thomas Bärsch erneut an der Spitze der Redaktion.
Er lebt in Erfurt.

## Satirische Texte
Bärsch schreibt seit 2009 regelmäßig satirische Kolumnen. In der Sächsischen Zeitung erschien von 2009 bis 2016 die wöchentliche Kolumne „Was soll das?“. Seit 2016 schreibt er in der Thüringer Allgemeinen samstags die Kolumne „Herr Bärsch erklärt …“. Von 2011 bis 2016 trat er im Satirischen Quintett gemeinsam mit Michael Bittner, Wolfgang Schaller (Die Herkuleskeule), Jens-Uwe Sommerschuh und Peter Ufer auf.

## Schriften
- Nacktwächter. 88 jugendfreie Kolumnen. Shaker Media, Aachen 2011. ISBN 978-3-86858-661-9[5]